# Józef Franczak

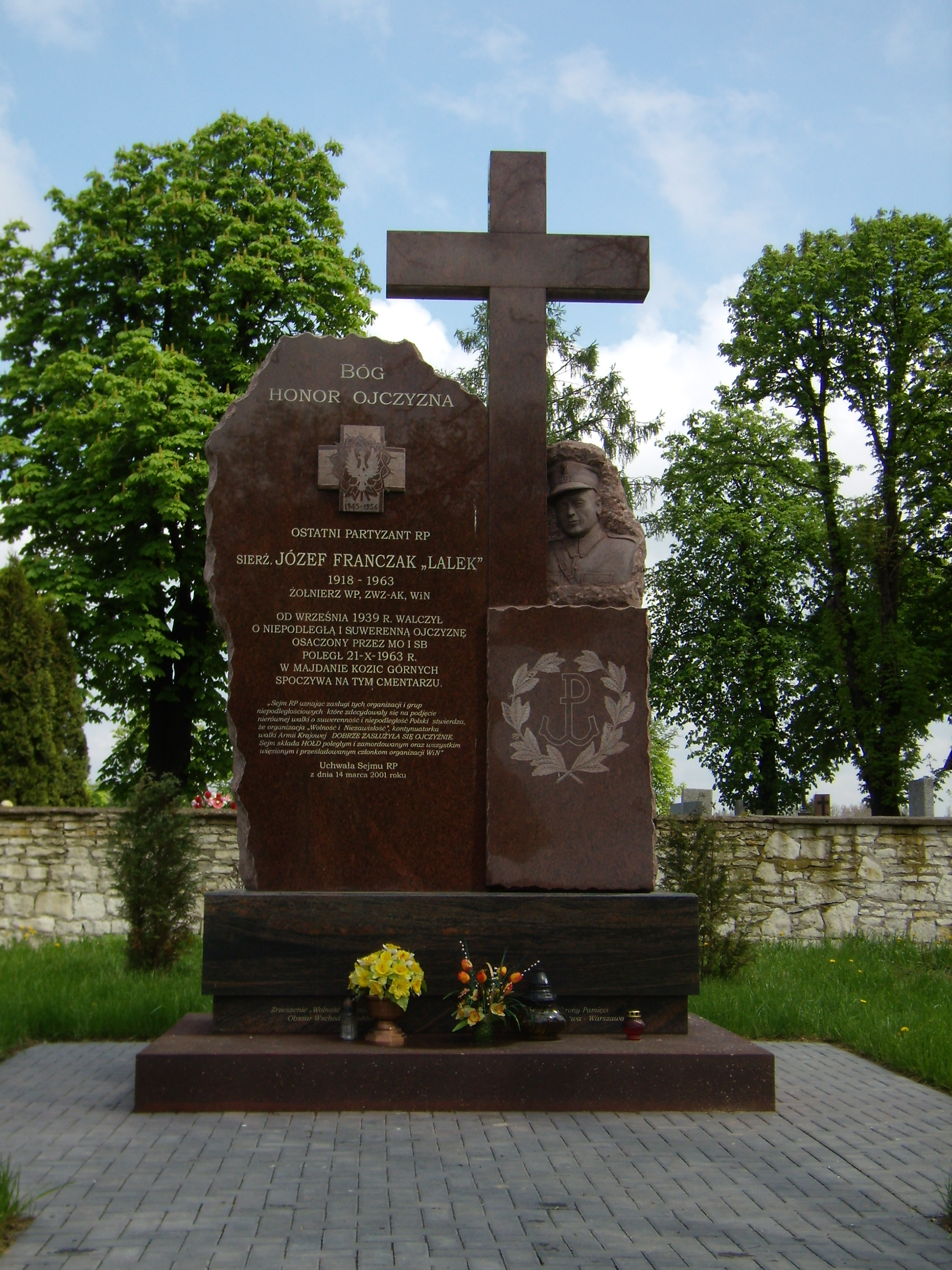
Monument dédié à Józef Franczak à Piaski, Pologne, 2008

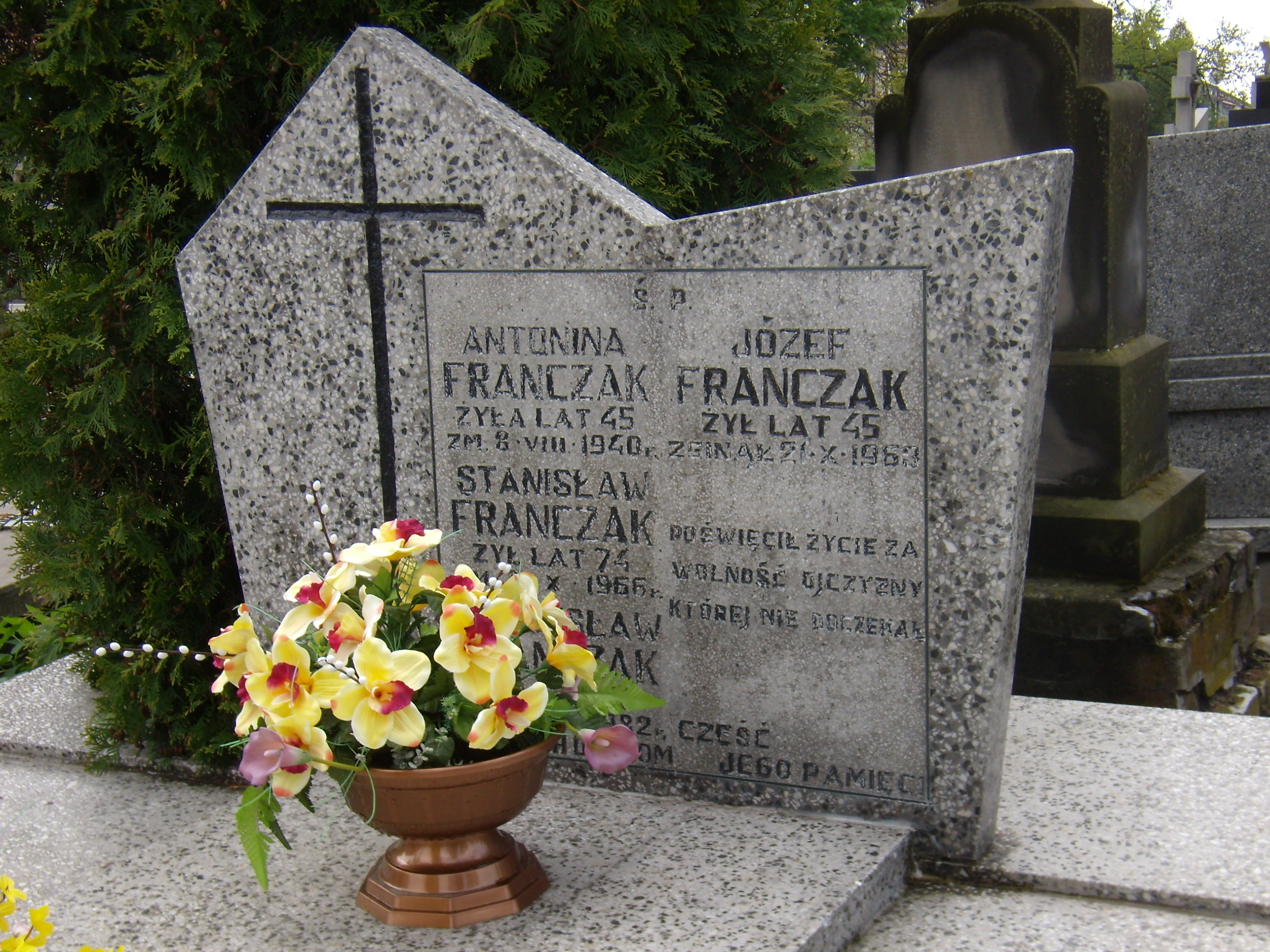
Tombe de Józef Franczak au cimetière de Piaski, Pologne, 2008

Józef Franczak, né le 17 mars 1918 à Kozice Górne, en Pologne, et tué  le  21 octobre 1963, est un soldat de l'Armée polonaise, de l'Armia Krajowa pendant la Seconde Guerre mondiale, et le dernier des Soldats maudits - membres de la résistance anti-communiste en Pologne. Il a porté les noms de code de Lalek (le plus connu), Laluś, Laleczka, Guściowa, ainsi que le nom d'emprunt Józef Babiński. Sur les 45 années de sa vie, il en passa 24 comme combattant de la résistance.

## Biographie
Józef Franczak est né dans le village polonais de Kozice Górne, à près de 30 km de Lublin. Après avoir suivi les cours l'école de gendarmerie de Grudziądz, il est muté en tant que soldat de l'Armée polonaise à Równe (alors en territoire polonais, aujourd'hui Rivne en Ukraine). Capturé lors de l'invasion de la Pologne par les Soviétiques, il s'échappe et rejoint l'une des premières organisations de résistance polonaise, le Związek Walki Zbrojnej (ZWZ), qui devait devenir plus tard l'Armia Krajowa (AK).
En août 1944, il est enrôlé dans la Seconde Armée polonaise. En 1945, après avoir vu plusieurs de ses camarades de l'Armia Krajowa exécutés par le gouvernement communiste polonais, il quitte la Seconde Armée et se cache pendant quelques mois dans différents endroits, par exemple à Sopot et à Łódź, sous le faux nom de Józef Baginski. Plus tard, il revient dans la région de Lublin et rejoint les résistants anti-communistes polonais, familièrement surnommés les Soldats maudits. Sa première unité est dirigée par Hieronim Dekutowski (nom de guerre "Zapora"). Capturé et mis sous arrestation par l'Urząd Bezpieczeństwa en juin 1946, il réussit à tuer quatre gardes et à prendre la fuite avec quelques autres codétenus.
Au début de l'année 1947, il prend part à des actions contre les forces policières et militaires des autorités communistes, particulièrement la milice, ainsi que contre les fonctionnaires de la Urząd Bezpieczeństwa et leurs informateurs. Plus tard en 1947, il rejoint une unité conduite par un officier de Wolność i Niezawisłość, Zdzisław Broński (nom de guerre "Uskok"), qui opère au nord-est de Lublin. En 1949, il exécute lui-même un ancien membre de la résistance qui avait trahi Broński. Ensuite, pendant plusieurs années, il conduit un groupe chargé particulièrement de l’exécution de ceux qu’il considère comme des traîtres et des informateurs liés aux ennemis de la Pologne.
En 1948, au cours d’un braquage raté contre une banque, les cadres de son groupe sont interceptés par les forces du gouvernement et exécutés ; dès lors, Franczak travaille seul, alors que ses anciens collaborateurs sont de plus en plus souvent tués, arrêtés ou abandonnent - particulièrement après l'amnistie du 27 avril 1956. Pendant les quelques années suivantes, il est un des hommes les plus recherchés de la  PRL. Il se cache près du village de Piaski, dans la zone de Krasnystaw, Chełm et dans les environs de Lublin. On a estimé que près de 200 personnes ont été impliquées dans l’aide qui lui a été fournie. Ceux qui soutenaient Franczak encouraient de lourdes peines, puisqu’il était considéré comme un dangereux criminel par le gouvernement. Ceux qui l’aidaient étaient menacés de plusieurs années d’emprisonnement.
Le branche de Lublin de la police secrète polonaise, la Służba Bezpieczeństwa, avait préparé un plan pour le capturer ou le tuer dès novembre 1951, sous le nom de code de  "Pożar" ("Feu"). Plus de 100 personnes ont participé à ces tentatives pour le localiser et l’éliminer. Des agents de la SB ont installé des micros dans plusieurs maisons des villages autour de Lublin. En mai 1957, le premier micro était installé dans la maison appartenant à la sœur de Franczak, Czeslawa Franczak. Peu après, des micros furent installés dans la maison d'une autre de ses sœurs, Celina Mazur, ainsi qu'en d'autres endroits.
Finalement, en 1963, il est trahi par Stanisław Mazur, un proche de sa maîtresse Danuta Mazur, qui était aussi la mère de son enfant. Mazur indique à la police secrète les caches de Franczak et son rendez-vous prévu avec Danuta. Le 21 octobre 1963, 35 fonctionnaires d'une unité de la ZOMO (milice paramilitaire) encerclent une grange à Majdan Kozic Górnych, le village où Franczak se cache. Ils exigent qu'il se rende ; Franczak se présente comme un paysan local, mais lorsqu’ils lui demandent ses papiers, il ouvre le feu et est mortellement blessé dans l'échange de tirs qui s'ensuit. Après une autopsie, le corps de Franczak (sauf sa tête), est rendu à sa famille. Il est enterré dans le cimetière de Piaski Wielkie.

## Mémoire
Dans la Pologne contemporaine, Franczak est considéré comme un héros de la résistance anti-communiste. Le 17 mars 2006, un événement spécial fut organisé en son honneur, avec une messe célébrée par l'évêque de Lublin, Józef Życiński, et une cérémonie mémorielle à laquelle participa le dernier président du Gouvernement polonais en exil, Ryszard Kaczorowski, le directeur de l'Institut de la Mémoire nationale, Janusz Kurtyka, et plusieurs membres du Parlement polonais (Sejm). L'Institut a aussi organisé une conférence au sujet de Franczak et des mouvements de résistance anti-communiste, et la chaîne de télévision locale "Telewizja Lublin" a fait un film sur lui. Tous ces événements furent sponsorisés par TV Polonia.